# 夏利巴
夏利巴(梵文：Syalipa)，印度大乘密宗人士，八十四成就者之一。

## 簡介
「夏利巴」這個名字的意思是「狼人」。夏利巴是印度低種性階級，住在毗噶蘇拉城郊的墓園，每到晚上，墓園就會傳出狼群嚎叫。讓夏利巴終日活在恐懼之中。一日，一名比丘到夏利巴家乞食，夏利巴向比丘請求免除恐懼之法，此比丘便授以灌頂，教授觀想之法。夏利巴修習九年，終於證得大手印，之後把一頭死狼扛在肩上，以瑜珈士夏利巴聞名，最終進入勇父淨土。